# 로버트 호프스태터

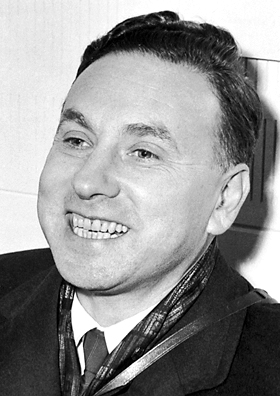
로버트 호프스태터

로버트 호프스태터(Robert Hofstadter, 1915년 2월 5일 ~ 1990년 11월 17일)는 1961년 원자핵 구조에 대한 연구로 노벨 물리학상을 수상한 물리학자이다.

## 학력
- 1927년~1931년: 드윗 클린턴 고등학교 (졸업)
- 1931년~1935년: 시티 칼리지 오브 뉴욕 (학사)
- 1935년~1938년: 프린스턴 대학교 (석사)
- 1938년: 프린스턴 대학교 (박사)